# Deletionpedia
Deletionpedia war ein Projekt, das es sich zur Aufgabe gemacht hatte, gelöschte Artikel aus der englischsprachigen Wikipedia aufzubewahren. 
Die Wikipedia-Artikel konnten dort, zusammen mit Informationen über die Löschung (Löschdatum, Name des Administrators, der die Löschung ausgeführt hat, und ein Link zur Löschdiskussion), jedoch ohne Bilder und andere Multimediadateien, abgerufen werden. Es wurde ebenfalls vermerkt, ob der Artikel durch eine sog. Schnelllöschung oder eine normale Löschdiskussion gelöscht wurde, wie sie unter den ehrenamtlichen Autoren der Wikipedia üblicherweise geführt wird.
Deletionpedia archivierte über 60.000 von Februar bis September 2008 aus der englischsprachigen Wikipedia gelöschte Artikel. Weitere Artikel wurden seither nicht mehr hinzugefügt. Für den deutschsprachigen Raum gibt es ähnliche Projekte wie Marjorie-Wiki, PlusPedia und EverybodyWiki. Artikel mit Bezug zu Österreich und im lokalen Kontext ausreichender Relevanz werden zusätzlich vom Projekt ÖsterreichWiki.org, bis Oktober 2024 RegiowikiAT, erhalten und auch weiter gepflegt.

## Funktionsweise
Die Seite wurde, wie die Wikimedia-Projekte, mit MediaWiki betrieben, die Seiten konnten jedoch nicht bearbeitet werden. Nachdem ein Artikel in der Wikipedia gelöscht worden war, fügte ein Bot diesen mit den zusätzlichen Daten über die Löschung ein. Nicht gespeichert wurden laut Deletionpedia Artikel, die Urheberrechtsverstöße darstellen, Artikel, die eingestellt wurden, um Personen zu beleidigen, Artikel mit starken grammatikalischen Fehlern oder Artikel, deren volle Versionsgeschichte noch in Wikipedia-Schwesterprojekten zur Verfügung steht.

## Rezeption
Im Zusammenhang mit dem „Kultur-Konflikt“ (engl. „culture clash“), der sich innerhalb der Wikipedia zwischen Befürwortern des „Löschens“ und des „Behaltens“ von Artikeln biete, nannte das Wall Street Journal die Deletionpedia. Weitere Medien griffen das Thema auf und berichteten über die kontroverse Löschdiskussion zu dem englischen Wikipedia-Eintrag der Deletionpedia, die mit dem Ergebnis beendet wurde, dass der Artikel zu behalten sei.